# Chrysler 300 M
La Chrysler 300 M è un'automobile costruita dalla casa automobilistica statunitense Chrysler dal 1998 al 2004. 
L'intento dell'allora neonato gruppo DaimlerChrysler era quello di creare una moderna berlina che si ispirasse alle Chrysler del passato.
Fu sostituita dalla 300 C, d'impostazione ancora più retrò e tradizionale.